# Београдски ауторски рок фестивал
Београдски ауторски рок фестивал, скраћено БАРФ, такмичење је српских рок солиста и група који изводе ауторску музику.

## О фестивалу
Удружење рок музичара Србије сваке јесени расписује конкурс за учешће на Београдском ауторском рок фестивалу. У конкуренцији се могу наћи само соло аутори и групе из Србије, а при пријављивању морају да приложе снимке три комплетно ауторске композиције. Комисија сачињена од реномираних чланова УРМУС-а преслушава приспеле снимке и врши одабир финалиста.

## Досадашња издања фестивала
| Година                                                      | Датум одржавања                                             | Прва три места и остали финалисти                                                                                             | Ревијални учесници                                                      | Чланови жирија                                                                                  | Изв.                 |
| ----------------------------------------------------------- | ----------------------------------------------------------- | --- | ----------------------------------------------------------------------- | ----------------------------------------------------------------------------------------------- | -------------------- |
| 2011. (1)                                                   | 12. и 13. децембар                                          | (Панчево) | - Атлантида - Каризма - Генерација 5                                    | - Бранимир Локнер - Драган Јовановић Крле - Влада Јанковић Џет - Петар Јањатовић - Бане Антонић | [ 1 ] [ 2 ]          |
| 2011. (1)                                                   | 12. и 13. децембар                                          | Фанданго (Београд) | - Атлантида - Каризма - Генерација 5                                    | - Бранимир Локнер - Драган Јовановић Крле - Влада Јанковић Џет - Петар Јањатовић - Бане Антонић | [ 1 ] [ 2 ]          |
| 2011. (1)                                                   | 12. и 13. децембар                                          | Тобија (Београд) | - Атлантида - Каризма - Генерација 5                                    | - Бранимир Локнер - Драган Јовановић Крле - Влада Јанковић Џет - Петар Јањатовић - Бане Антонић | [ 1 ] [ 2 ]          |
| 2011. (1)                                                   | 12. и 13. децембар                                          | Остали финалисти - Импулс - Рок булевар - Храбри кројач                                                                       | - Атлантида - Каризма - Генерација 5                                    | - Бранимир Локнер - Драган Јовановић Крле - Влада Јанковић Џет - Петар Јањатовић - Бане Антонић | [ 1 ] [ 2 ]          |
|                                                             |                                                             | |                                                                         |                                                                                                 |                      |
| 2012. (2)                                                   | 22. децембар (НУ Божидар Аџија)                             | Клот (Београд) |                                                                         | - Бранка Главоњић - Жика Јелић - Милорад Милинковић                                             | [ 3 ] [ 4 ]          |
| 2012. (2)                                                   | 22. децембар (НУ Божидар Аџија)                             | (Београд) |                                                                         | - Бранка Главоњић - Жика Јелић - Милорад Милинковић                                             | [ 3 ] [ 4 ]          |
| 2012. (2)                                                   | 22. децембар (НУ Божидар Аџија)                             | (Београд) |                                                                         | - Бранка Главоњић - Жика Јелић - Милорад Милинковић                                             | [ 3 ] [ 4 ]          |
| 2012. (2)                                                   | 22. децембар (НУ Божидар Аџија)                             | Остали финалисти - Амнезија - Бас и стега - Дилема - Док 7 - Марко Александар Гајић - Никад више ембрио - Шалтерски службеник |                                                                         | - Бранка Главоњић - Жика Јелић - Милорад Милинковић                                             | [ 3 ] [ 4 ]          |
|                                                             |                                                             | |                                                                         |                                                                                                 |                      |
| 2013. (3)                                                   | 6. децембар                                                 | Увертира (Нови Сад) | - Феуд                                                                  | - Никола Чутурило - Зденко Колар - Пеђа Новковић                                                | [ 5 ] [ 6 ]          |
| 2013. (3)                                                   | 6. децембар                                                 | (Суботица) | - Феуд                                                                  | - Никола Чутурило - Зденко Колар - Пеђа Новковић                                                | [ 5 ] [ 6 ]          |
| 2013. (3)                                                   | 6. децембар                                                 | (Београд) | - Феуд                                                                  | - Никола Чутурило - Зденко Колар - Пеђа Новковић                                                | [ 5 ] [ 6 ]          |
| 2013. (3)                                                   | 6. децембар                                                 | Остали финалисти - Армуши - Вила Филозофина - Герника - Дилема - Енормна блајсна - Џ!Џ!                                       | - Феуд                                                                  | - Никола Чутурило - Зденко Колар - Пеђа Новковић                                                | [ 5 ] [ 6 ]          |
|                                                             |                                                             | |                                                                         |                                                                                                 |                      |
| 2014. (4)                                                   | 26. децембар                                                | Суперхерој (Нови Сад) | - Артан Лили - Вибратор у рикверц                                       | - Владимир Алексић - Тања Крсмановић - Милутин Јованчић                                         | [ 7 ] [ 8 ]          |
| 2014. (4)                                                   | 26. децембар                                                | (Нови Сад) | - Артан Лили - Вибратор у рикверц                                       | - Владимир Алексић - Тања Крсмановић - Милутин Јованчић                                         | [ 7 ] [ 8 ]          |
| 2014. (4)                                                   | 26. децембар                                                | Ехо ега (Крагујевац) | - Артан Лили - Вибратор у рикверц                                       | - Владимир Алексић - Тања Крсмановић - Милутин Јованчић                                         | [ 7 ] [ 8 ]          |
| 2014. (4)                                                   | 26. децембар                                                | Остали финалисти - Велар - Дингоспо Дали - Револт - Хути ота тре                                                              | - Артан Лили - Вибратор у рикверц                                       | - Владимир Алексић - Тања Крсмановић - Милутин Јованчић                                         | [ 7 ] [ 8 ]          |
|                                                             |                                                             | |                                                                         |                                                                                                 |                      |
| 2015. (5)                                                   | 13. децембар                                                | (Београд) | - Амнезија                                                              | - Бранка Главоњић - Ненад Кузмић - Оливер Јовановић - Владимир Неговановић - Сања Величковић    | [ 9 ]                |
| 2015. (5)                                                   | 13. децембар                                                | (Крагујевац) | - Амнезија                                                              | - Бранка Главоњић - Ненад Кузмић - Оливер Јовановић - Владимир Неговановић - Сања Величковић    | [ 9 ]                |
| 2015. (5)                                                   | 13. децембар                                                | Трње (Београд) | - Амнезија                                                              | - Бранка Главоњић - Ненад Кузмић - Оливер Јовановић - Владимир Неговановић - Сања Величковић    | [ 9 ]                |
| 2015. (5)                                                   | 13. децембар                                                | Остали финалисти - Есхатон | - Амнезија                                                              | - Бранка Главоњић - Ненад Кузмић - Оливер Јовановић - Владимир Неговановић - Сања Величковић    | [ 9 ]                |
|                                                             |                                                             | |                                                                         |                                                                                                 |                      |
| 2016. (6)                                                   | 16. децембар                                                | Ларска (Крагујевац) | - Булевар водених мозаика - Еволуција                                   | - Олга Кепчија - Бранимир Локнер - Драгољуб Црнчевић Црнке                                      | [ 10 ]               |
| 2016. (6)                                                   | 16. децембар                                                | (Београд) | - Булевар водених мозаика - Еволуција                                   | - Олга Кепчија - Бранимир Локнер - Драгољуб Црнчевић Црнке                                      | [ 10 ]               |
| 2016. (6)                                                   | 16. децембар                                                | Вива вопс (Београд) | - Булевар водених мозаика - Еволуција                                   | - Олга Кепчија - Бранимир Локнер - Драгољуб Црнчевић Црнке                                      | [ 10 ]               |
| 2016. (6)                                                   | 16. децембар                                                | Остали финалисти - Инфинитив - Погрешна одлука - УВ                                                                           | - Булевар водених мозаика - Еволуција                                   | - Олга Кепчија - Бранимир Локнер - Драгољуб Црнчевић Црнке                                      | [ 10 ]               |
|                                                             |                                                             | |                                                                         |                                                                                                 |                      |
| 2017. (7)                                                   | 16. децембар                                                | Црвени картон (Крушевац) | - Вива вопс - Трње                                                      | - Бранка Главоњић - Дејан Ресановић - Иван Великинац                                            | [ 11 ] [ 12 ]        |
| 2017. (7)                                                   | 16. децембар                                                | (Лозница) | - Вива вопс - Трње                                                      | - Бранка Главоњић - Дејан Ресановић - Иван Великинац                                            | [ 11 ] [ 12 ]        |
| 2017. (7)                                                   | 16. децембар                                                | Зимбабвеански завод за заштиту зверова (Београд)                                                                              | - Вива вопс - Трње                                                      | - Бранка Главоњић - Дејан Ресановић - Иван Великинац                                            | [ 11 ] [ 12 ]        |
| 2017. (7)                                                   | 16. децембар                                                | Остали финалисти - Мистер Хајд                                                                                                | - Вива вопс - Трње                                                      | - Бранка Главоњић - Дејан Ресановић - Иван Великинац                                            | [ 11 ] [ 12 ]        |
|                                                             |                                                             | |                                                                         |                                                                                                 |                      |
| 2018. (8)                                                   | 23. децембар                                                | Мајдан (Ниш) | - Зимбабвеански завод за заштиту зверова - Прљави Ромео - Црвени картон | - Ненад Кузмић - Бранимир Локнер - Марија М. Каран                                              | [ 13 ]               |
| 2018. (8)                                                   | 23. децембар                                                | (Нови Сад) | - Зимбабвеански завод за заштиту зверова - Прљави Ромео - Црвени картон | - Ненад Кузмић - Бранимир Локнер - Марија М. Каран                                              | [ 13 ]               |
| 2018. (8)                                                   | 23. децембар                                                | Амнезија (Београд) | - Зимбабвеански завод за заштиту зверова - Прљави Ромео - Црвени картон | - Ненад Кузмић - Бранимир Локнер - Марија М. Каран                                              | [ 13 ]               |
| 2018. (8)                                                   | 23. децембар                                                | Остали финалисти - Касирке - Маера - Мимо протокола - Миша машина и маштракала - Сајки Воис                                   | - Зимбабвеански завод за заштиту зверова - Прљави Ромео - Црвени картон | - Ненад Кузмић - Бранимир Локнер - Марија М. Каран                                              | [ 13 ]               |
|                                                             |                                                             | |                                                                         |                                                                                                 |                      |
| 2019. (9)                                                   | 15. децембар                                                | Рампа (Панчево) | - Лагана среда - Мајдан                                                 | - Душан Весић - Катарина Епштајн - Владан Ђурђевић                                              | [ 14 ]               |
| 2019. (9)                                                   | 15. децембар                                                | Ватрени прстен (Ваљево) | - Лагана среда - Мајдан                                                 | - Душан Весић - Катарина Епштајн - Владан Ђурђевић                                              | [ 14 ]               |
| 2019. (9)                                                   | 15. децембар                                                | Сораби (Београд) | - Лагана среда - Мајдан                                                 | - Душан Весић - Катарина Епштајн - Владан Ђурђевић                                              | [ 14 ]               |
| 2019. (9)                                                   | 15. децембар                                                | Остали финалисти - Гласови из унутрашњости - Трећа смена - Уље                                                                | - Лагана среда - Мајдан                                                 | - Душан Весић - Катарина Епштајн - Владан Ђурђевић                                              | [ 14 ]               |
|                                                             |                                                             | |                                                                         |                                                                                                 |                      |
| Фестивал није одржан 2020. године због пандемије ковида 19. | Фестивал није одржан 2020. године због пандемије ковида 19. | Фестивал није одржан 2020. године због пандемије ковида 19.                                                                   | Фестивал није одржан 2020. године због пандемије ковида 19.             | Фестивал није одржан 2020. године због пандемије ковида 19.                                     | [ 15 ]               |
|                                                             |                                                             | |                                                                         |                                                                                                 |                      |
| 2021. (10)                                                  | 5. децембар                                                 | (Србобран) | - Драм - Рампа                                                          | - Маја Цветковић - Јадранка Јанковић - Родољуб Стојановић                                       | [ 16 ] [ 17 ]        |
| 2021. (10)                                                  | 5. децембар                                                 | Контра комитет (Шабац) | - Драм - Рампа                                                          | - Маја Цветковић - Јадранка Јанковић - Родољуб Стојановић                                       | [ 16 ] [ 17 ]        |
| 2021. (10)                                                  | 5. децембар                                                 | (Београд / Аранђеловац) | - Драм - Рампа                                                          | - Маја Цветковић - Јадранка Јанковић - Родољуб Стојановић                                       | [ 16 ] [ 17 ]        |
| 2021. (10)                                                  | 5. децембар                                                 | Остали финалисти - Зимбабвеански завод за заштиту зверова - Иван Кићановић - Фрактал - дан                                    | - Драм - Рампа                                                          | - Маја Цветковић - Јадранка Јанковић - Родољуб Стојановић                                       | [ 16 ] [ 17 ]        |
|                                                             |                                                             | |                                                                         |                                                                                                 |                      |
| 2022. (11)                                                  | 25. децембар                                                | (Врање) | - Ариго Саки бенд                                                       | - Катарина Поповић Кале - Сања Марић - Душан Алагић                                             | [ 18 ] [ 19 ] [ 20 ] |
| 2022. (11)                                                  | 25. децембар                                                | Ибар (Београд) | - Ариго Саки бенд                                                       | - Катарина Поповић Кале - Сања Марић - Душан Алагић                                             | [ 18 ] [ 19 ] [ 20 ] |
| 2022. (11)                                                  | 25. децембар                                                | Сара Џесика Панкер (Београд)                                                                                                  | - Ариго Саки бенд                                                       | - Катарина Поповић Кале - Сања Марић - Душан Алагић                                             | [ 18 ] [ 19 ] [ 20 ] |
| 2022. (11)                                                  | 25. децембар                                                | Остали финалисти - Алхамбра                                                                                                   | - Ариго Саки бенд                                                       | - Катарина Поповић Кале - Сања Марић - Душан Алагић                                             | [ 18 ] [ 19 ] [ 20 ] |
|                                                             |                                                             | |                                                                         |                                                                                                 |                      |
| 2023. (12)                                                  | 26. новембар                                                | Его (Ниш) | - Стефан Немања                                                         | - Олга Кепчија - Филип Влатковић - Милан Кордулуп                                               | [ 21 ] [ 22 ]        |
| 2023. (12)                                                  | 26. новембар                                                | Пера Брада Потомак (Београд)                                                                                                  | - Стефан Немања                                                         | - Олга Кепчија - Филип Влатковић - Милан Кордулуп                                               | [ 21 ] [ 22 ]        |
| 2023. (12)                                                  | 26. новембар                                                | Невреме (Куршумлија) | - Стефан Немања                                                         | - Олга Кепчија - Филип Влатковић - Милан Кордулуп                                               | [ 21 ] [ 22 ]        |
| 2023. (12)                                                  | 26. новембар                                                | Остали финалисти - Азур - Кулисе - Нерв - Петра - Сораби                                                                      | - Стефан Немања                                                         | - Олга Кепчија - Филип Влатковић - Милан Кордулуп                                               | [ 21 ] [ 22 ]        |
|                                                             |                                                             | |                                                                         |                                                                                                 |                      |
| 2024. (13)                                                  | 8. децембар                                                 | Пакс (Београд) | - Пера Брада Потомак - Нит                                              | - Милена Бранковић - Ненад Златановић - Ненад Кузмић                                            | [ 23 ] [ 24 ]        |
| 2024. (13)                                                  | 8. децембар                                                 | Фјордови (Нови Бечеј) | - Пера Брада Потомак - Нит                                              | - Милена Бранковић - Ненад Златановић - Ненад Кузмић                                            | [ 23 ] [ 24 ]        |
| 2024. (13)                                                  | 8. децембар                                                 | Драга Сондер (Београд) | - Пера Брада Потомак - Нит                                              | - Милена Бранковић - Ненад Златановић - Ненад Кузмић                                            | [ 23 ] [ 24 ]        |
| 2024. (13)                                                  | 8. децембар                                                 | Остали финалисти - Буколик - Кочије - Није за њу - Плиш                                                                       | - Пера Брада Потомак - Нит                                              | - Милена Бранковић - Ненад Златановић - Ненад Кузмић                                            | [ 23 ] [ 24 ]        |